# Lego Star Wars: Cronicile Yoda
Lego Războiul Stelelor: Cronicile Yoda (engleză Lego Star Wars: The Yoda Chronicles) este o serie animată de televiziune și web ce se bazează pe seria de jucării Lego Star Wars. A fost produsă de Wil Film ApS și Lucasfilm în colaborare cu Grupul Lego.
Serialul a fost lansat în Statele Unite cu primele 3 episoade difuzate pe Cartoon Network din 29 mai 2013. 4 episoade ulterioare au fost difuzate pe Disney XD în 2014 sub titlul Noile Cronici Yoda fără numele Lego datorită drepturilor deținute de Cartoon Network la numele original.
În România primele 3 episoade au fost difuzate de Cartoon Network începând din 22 septembrie 2013, iar următoarele patru de Disney Channel începând din 31 mai 2014.

## Premisă
Serialul se învârte în jurul poveștilor lui Yoda ce au loc înainte de primul film, Lego Star Wars : Amenințarea Padawanilor. Yoda începe în a-i antrena pe Padawani la Templul Academiei de Jedi, dar simte un deranj în forță și se grăbește să se lupte cu Partea Întunecată.

## Episoade
| Premiera originală | Premiera în România | Nr | Titlu română              | Titlu englez                |
| ------------------ | ------------------- | -- | ------------------------- | --------------------------- |
|                    |                     |    |                           |                             |
| SEZONUL 1          |                     |    |                           |                             |
|                    |                     |    |                           |                             |
| 29.05.2013         | 22.09.2013          | 1  | Clona fantomei            | The Phantom Clone           |
|                    |                     |    |                           |                             |
| 04.09.2013         | 24.11.2013          | 2  | Amenințarea Sith-ului     | Menace of Sith              |
|                    |                     |    |                           |                             |
| 27.11.2013         | 22.12.2013          | 3  | Atacul Jedi               | Attack of the Jedi          |
|                    |                     |    |                           |                             |
| SEZONUL 2          |                     |    |                           |                             |
|                    |                     |    |                           |                             |
| 04.05.2014         | 31.05.2014          | 4  | Evadarea din templul Jedi | Escape from the Jedi Temple |
|                    |                     |    |                           |                             |
| 15.06.2014         | 25.07.2014          | 5  | Cursa pentru Holocrons    | Race for the Holocrons      |
|                    |                     |    |                           |                             |
| 07.09.2014         | 03.10.2014          | 6  | Atacul de pe Coruscant    | Raid on Coruscant           |
|                    |                     |    |                           |                             |
| 23.11.2014         | 30.11.2014          | 7  | Ciocnirea lui Skywalker   | Clash of the Skywalkers     |

## Legături externe
- Lego Star Wars: Cronicile Yoda la Internet Movie Database